# Linares de Mora
Linares de Mora ist eine spanische Gemeinde (municipio)  mit 233 Einwohnern (Stand: 2024) im Südosten der Provinz Teruel in der Autonomen Gemeinschaft Aragonien. Neben dem gleichnamigen Hauptort Linares de Mora gehört die Ortschaft Castelvispal zur Gemeinde.

## Lage
Linares de Mora liegt knapp 45 Kilometer (Fahrtstrecke) östlich der Provinzhauptstadt Teruel im Bergland der Sierra de Gúdar in einer Höhe von ca. 1310 m. 

## Bevölkerungsentwicklung
| Jahr      | 1960 | 1970 | 1981 | 1991 | 2006 | 2011 | 2021 |
| Einwohner | 751  | 542  | 416  | 351  | 303  | 285  | 223  |

Die höchsten Einwohnerzahlen seiner Geschichte (knapp 1500) verzeichnete Linares de Mora in der ersten Hälfte des 20. Jahrhunderts.

## Wirtschaft
Landwirtschaft und Tourismus sind die Haupteinnahmequellen des Ortes. Für die umliegenden Einzelgehöfte und kleinen Dörfer ist er ein wichtiges Handwerks- und Handelszentrum.

## Sehenswürdigkeiten
- Burgruine von Linares de Mora
- Kirche der Unbefleckten Empfängnis (Iglesia de Nuestra Señora de Los Ángeles)
- Annenkapelle

2024 wurde der Ort von der Asociación Los Pueblos más Bonitos de España als besonders schöner Ort ausgezeichnet.

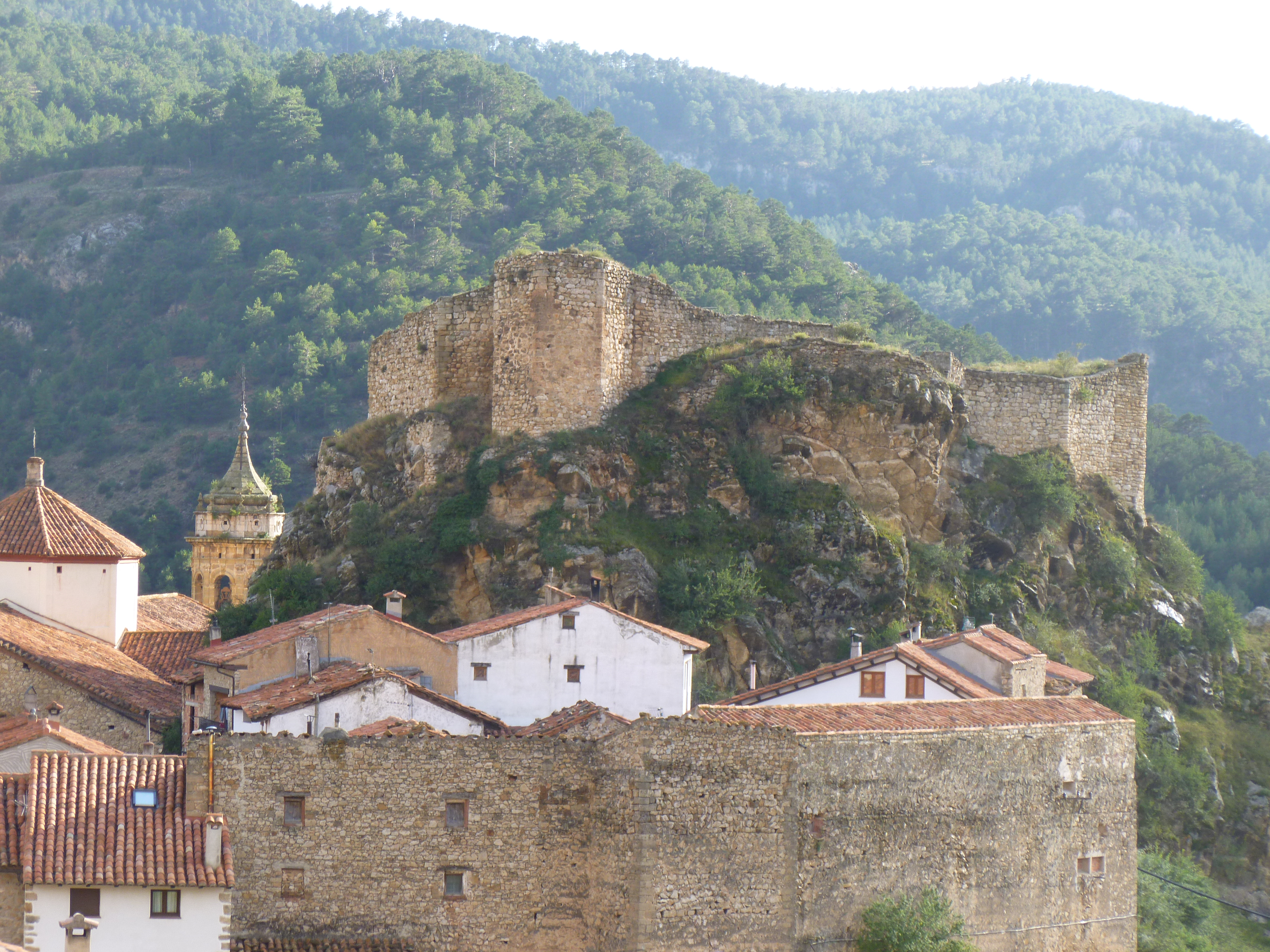
Burgruine
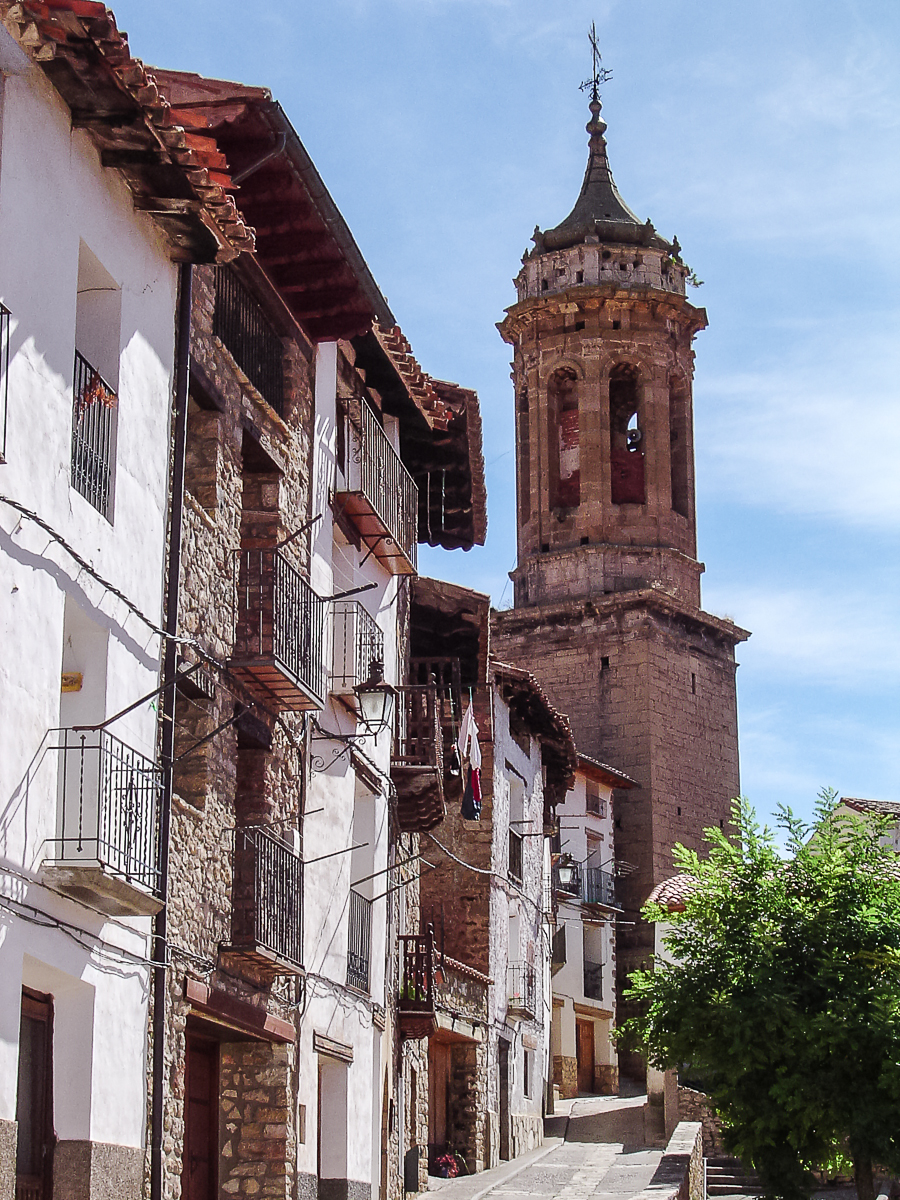
Kirche der Unbefleckten Empfängnis
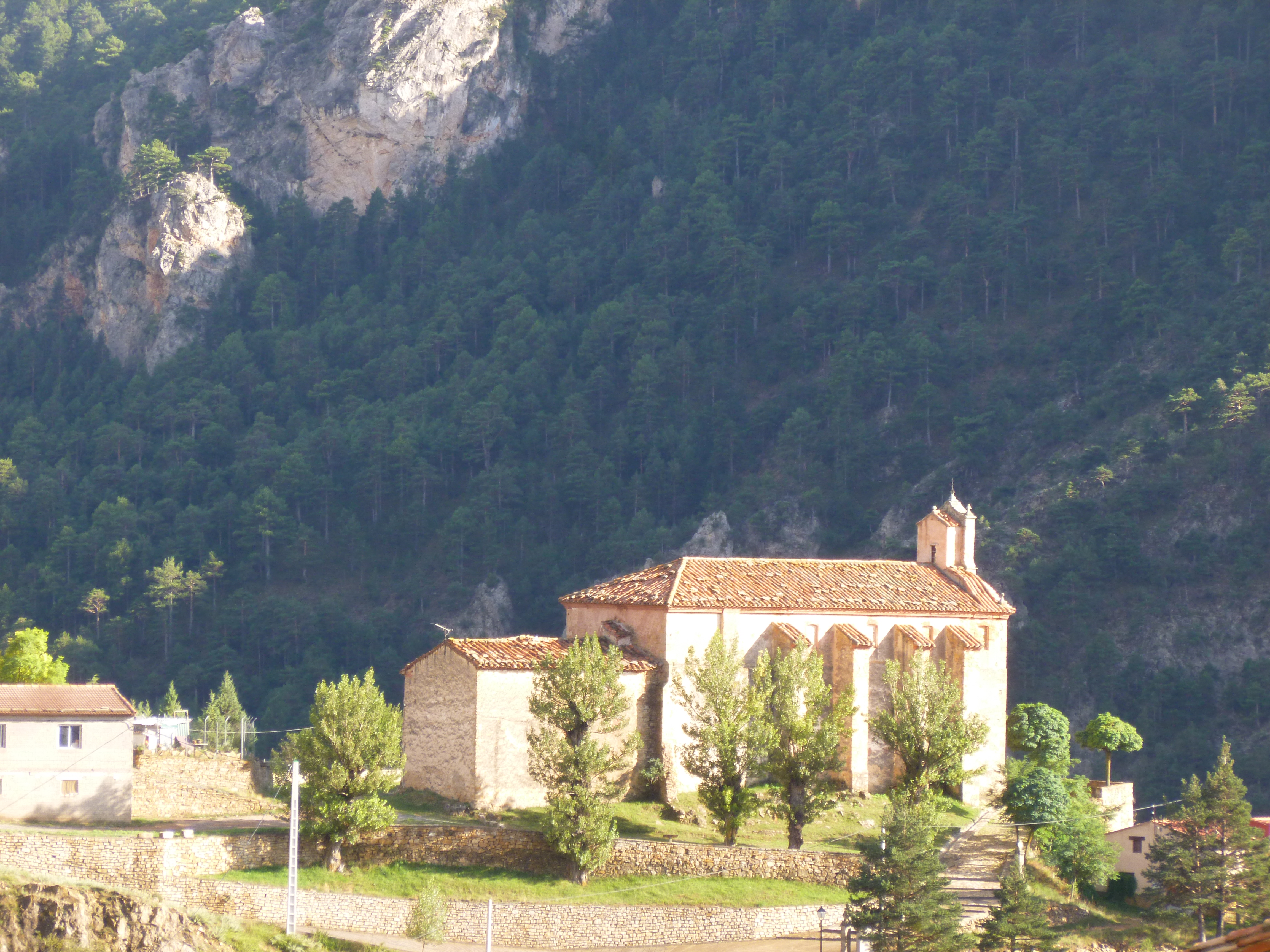
Annenkapelle